# Antonio Gramsci (musicista)
Antonio Gramsci (in russo Антонио Грамши?, Antonio Gramši; Mosca, 20 maggio 1965) è un musicista e scrittore russo naturalizzato italiano, chiamato impropriamente Antonio Gramsci Junior in Italia.

## Biografia
Figlio di Giuliano Gramsci e nipote di Antonio Gramsci, esponente del Partito Comunista di cui riprende il nome, e Julija Apollonovna Šucht, nasce in Unione Sovietica.
Laureatosi in Biologia presso l'Università di Mosca, è stato per diversi anni docente di morfologia, sistematica ed ecologia delle piante presso l'Università Pedagogica Statale di Mosca.
Già in giovane età eredita dal padre Giuliano, musicista e insegnante, la passione per la musica, che porta avanti seguendo corsi di musica antica e di percussioni etniche, specializzandosi nel flauto dolce presso l'istituto musicale Carta Melone di Santu Lussurgiu, e proseguendo i propri studi sugli strumenti a fiato antichi e a percussione. Attualmente insegna educazione musicale presso la Scuola Italiana Italo Calvino di Mosca. Ha fatto parte durante la sua carriera musicale di vari gruppi italiani e russi, tra cui Volkonsky Consort, La Spiritata, La Campanella, Alta Cappella, Al Mental, Syntagma Musicum e altri ancora. Dirige la scuola di percussioni etniche UniverDrums presso l'Università di Mosca e presso il laboratorio di musica elettronico-acustica del Conservatorio di Mosca, dove svolge studi e ricerche sugli aspetti matematici del ritmo nella musica.
È stato impegnato, in collaborazione con la Fondazione Istituto Gramsci, in ricerche negli archivi del Comintern e in quelli della famiglia Šucht riguardo alla storia del PCd'I e della sua famiglia. È stato autore di libri sulla storia delle famiglie Gramsci e Šucht, tra cui "La Russia di mio nonno. L’album familiare degli Schucht" (L'Unità, 2008), "I miei nonni nella rivoluzione. Gli Schucht e Gramsci", con introduzione di Giuseppe Vacca (Il Riformista, 2010), e "La storia di una famiglia rivoluzionaria. Antonio Gramsci e gli Schucht tra la Russia e l’Italia", con introduzione di Raul Mordenti (Editori Riuniti, 2014). Lavora attivamente per promuovere lo studio delle opere e del pensiero di suo nonno Antonio.
Dedito anche all'impegno politico, è membro del Partito Comunista della Federazione Russa, mentre, in Italia, è dal 21 gennaio 2015 iscritto e militante del Partito Comunista, con il quale prende parte alle commemorazioni della fondazione del PCI del 1921, nato grazie anche al contributo di suo nonno.

## Opere
- La Russia di mio nonno: l'album familiare degli Schucht, Roma, L'Unità, 2008.
- I miei nonni nella rivoluzione: breve storia della famiglia russa di Antonio Gramsci, Roma, Il Riformista, 2010, ISBN 978-88-6473-127-8.
- La storia di una famiglia rivoluzionaria: Antonio Gramsci e gli Schucht tra la Russia e l'Italia, Roma, Editori Riuniti, 2014, ISBN 978-88-6473-127-8.